# Aspidothelium
Aspidothelium is een geslacht in de familie Thelenellaceae. De typesoort is Aspidothelium cinerascens. Later is deze soort heringedeeld naar het geslacht Thelenella.

## Soorten
Volgens Index Fungorum bevat dit geslacht 15 soorten (peildatum december 2021):
| Soortnaam                      | Auteur(s)                                | Publicatiejaar |
| ------------------------------ | ---------------------------------------- | -------------- |
| Aspidothelium arachnoideum     | Lücking                                  | 1999           |
| Aspidothelium cuyabense        | (Malme) P.M. McCarthy                    | 1995           |
| Aspidothelium gemmiferum       | Sérus. & Lücking                         | 2001           |
| Aspidothelium glabrum          | Lücking, Aptroot & Sipman                | 2008           |
| Aspidothelium hirsutum         | Yeshitela, Eb. Fisch., Killmann & Sérus. | 2009           |
| Aspidothelium lueckingii       | Flakus                                   | 2009           |
| Aspidothelium macrosporum      | (Müll. Arg.) Lücking                     | 2008           |
| Aspidothelium mirabile         | Lücking                                  | 1999           |
| Aspidothelium ornatum          | Lücking                                  | 1999           |
| Aspidothelium papillicarpum    | Lücking                                  | 2008           |
| Aspidothelium scutellicarpum   | Lücking                                  | 1999           |
| Aspidothelium silverstonei     | Soto-Medina, Aptroot & Lücking           | 2017           |
| Aspidothelium submuriforme     | Aptroot, L.I. Ferraro & M. Cáceres       | 2014           |
| Aspidothelium trichothelioides | Sérus. & Vězda                           | 1978           |
| Aspidothelium verruculosum     | R. Sant.                                 | 1952           |